# Foodmagazine
Foodmagazine is een tien keer per jaar verschijnend Nederlands vakblad voor supermarktmanagement.Het wordt uitgegeven door uitgeverij Vakmedianet in Doetinchem.

## Geschiedenis
De eerste uitgave van Foodmagazine verscheen als weekblad op 24 maart 1945 onder de naam De Kruidenier. Ondertitel was toen Vakblad voor detaillisten in kruidenierswaren, conserven en constibles. De Kruidenier was het officieel orgaan van de Vakgroep Detailhandel in Kruidenierswaren in Bevrijd Gebied en werd uitgegeven door NV Uitgeverij De Gelderlander in Nijmegen. Die stad was toen al enkele maanden bevrijd door de geallieerden. Doelstelling van de titel was om de voedseldistributie in het bevrijde Zuid-Nederland op gang te helpen.
De naam De Kruidenier bleef tot 1972 gehandhaafd. De verzuiling in de Nederlandse samenleving was ook in de levensmiddelenbranche zichtbaar. De Kruidenier was in die jaren de spreekbuis van drie verschillende brancheorganisaties, de Algemene Nederlandse Kruideniersbond, de Nederlandse Katholieke Kruideniersbond en de Christelijke Kruideniersbond. Na de fusie van die drie organisaties tot het Vakcentrum werd het blad het officieel orgaan van die organisatie. In 1972 werd de naam van De Kruidenier veranderd in Foodmagazine.
De band tussen het Vakcentrum en Foodmagazine werd in 1985 verbroken. Vanaf dat moment werd het een onafhankelijk weekblad, een status die duurde tot 1987 toen het blad opnieuw werd vormgegeven en voortaan iedere veertien dagen verscheen. In 1989 verkocht uitgeverij De Gelderlander de titel aan uitgeverij Misset in Doetinchem, waar ook concurrent Distrifood werd uitgegeven. Midden jaren negentig werd Foodmagazine gepositioneerd als achtergrondblad met maandelijkse frequentie. Het blad richtte zich tegelijk niet meer op de hele supermarktsector, maar vooral op het management. De redactie verhuisde in die tijd van Nijmegen naar Arnhem, om eind jaren negentig definitief neer te strijken in Doetinchem.

## Heden
Foodmagazine verschijnt tien keer per jaar en wordt gemaakt op de gezamenlijke redactie van de vakbladen Distrifood en Foodmagazine. Hoofdredacteur is Peter Garstenveld. Foodmagazine beschikt sinds 2016 over een eigen website.

## Evenementen
Foodmagazine publiceert in samenwerking met onderzoeksbureau GfK in juni het Zomerrapport en in december het Kerstrapport van de Nederlandse supermarktsector. Hierin krijgen supermarktketens op een aantal aspecten een rapportcijfer van hun trouwe klanten. Op die manier ontstaat een ranglijst van alle prominente supermarktketens in Nederland. Jaarlijks wordt ook de Industributietrofee uitgereikt. Hierin beoordelen supermarktketens en fabrikanten van A-merken elkaar. De uitreiking hiervan gebeurt jaarlijks tijdens het Industributiediner.